# Anisocentropus hyboma
Anisocentropus hyboma är en nattsländeart som beskrevs av Arturs Neboiss 1986. Anisocentropus hyboma ingår i släktet Anisocentropus och familjen Calamoceratidae. Inga underarter finns listade i Catalogue of Life.